# Principio del hombre de las cavernas
El principio del hombre de las cavernas (2011), o teoría del hombre de las cavernas, parte del hecho de que los avances tecnológicos son a menudo rechazados o temidos durante un tiempo.

## Enunciado
Michio Kaku planteó que «a menudo la gente rechaza los avances tecnológicos [...] cuando la tecnología contradice la naturaleza humana» en su libro La física del futuro (2011). Otra manera de enunciarlo, también de Kaku y en el mismo libro, es que «al producirse un conflicto entre la tecnología moderna y los deseos de los primitivos antepasados, éstos últimos siempre ganan».

## Explicación
La teoría parte de la base de que nos sentimos más seguros en una zona de confort tecnológica. Así, estamos más cómodos usando papel en las oficinas (con él entre las manos) frente a disponer de los mismos documentos en un servidor remoto al que no tenemos acceso físico. El poder palpar con las manos el activo (en este caso el papel) nos aporta una seguridad que los electrones flotando a cientos o miles de kilómetros no pueden darnos.